# Barbara Wall
Pour les articles homonymes, voir Wall.
Barbara Wall, née le 25 mai 1948 à Perth (Australie-Occidentale), est une joueuse professionnelle de squash représentant l'Australie. Elle passe professionnelle en 1973 et devient la première australienne joueuse de squash féminin à devenir professionnelle.

## Carrière
Née à Perth en 1948, Barbara apprend à jouer dans le centre de squash que ses parents George et Enid ont construit.
Étant jeune, Barbara joue à la fois au tennis et au squash mais choisit le squash, car à cette époque, il offrait beaucoup plus de possibilités de voyager et de jouer des tournois nationaux, une grande attraction pour une adolescente vivant à Perth dans les années 1960.
« C'était très excitant à l'époque de monter dans un avion et de voyager vers l'est » 
Elle n'a jamais vraiment pensé sérieusement à jouer au squash pour gagner sa vie et s'était même semi-retirée du sport au milieu des années 1970 quand elle a été restreinte de jouer en Australie en raison de son statut professionnel.
Pendant cette période, elle dirige une école de coaching à Perth et gère le centre de squash de son père, mais lorsqu'elle se rend à Sydney en 1976 pour assister aux championnats australiens, les membres de l'équipe britannique lui apprennent que les professionnels pouvaient jouer dans les tournois britanniques, que c'est son avenir.
« Cette évolution a permis à Heather McKay de continuer à jouer en compétition tout en devenant professionnelle, et j'ai décidé que c'était une excellente façon de voir le monde. Je n'avais jamais été à l'étranger, donc je suis rentré à la maison et j'ai décidé que je vendrai tout, que j'irai en Angleterre pour jouer dans les tournois. »
Dès 1976, elle commence à voyager pour les tournois de squash et l'année suivante, tout en étant non classée tête de série, elle se hisse en finale du British Open, perdant face à la légende Heather McKay qui gagne ainsi son 16e titre consécutif. En 1979 elle remporte le British Open en étant classée tête de série no 8 et en battant Sue Cogswell en finale 8-10, 6-9, 9-4, 9-4, 9-3.
Elle a également été sélectionnée dans l'équipe australienne pour le premier championnat du monde par équipes en 1979 avec Rhonda Clayton, Vicki Cardwell, Sue King et Anne Smith, où elles sont finalistes, battues par l'Angleterre.
Barbara Wall est intronisée au Squash Australia Hall of Fame en 2009.

## Palmarès

### Titres
- British Open : 1979

### Finales
- British Open : 1978
- Championnats du monde par équipes : 1979